# 143 (število)
143 (stó tríinštírideset) je naravno število, za katero velja 143 = 142 + 1 = 144 - 1.
Sestavljeno število
143 je vsota treh zaporednih praštevil, kakor tudi sedmih zaporednih praštevil: 143 = 43 + 47 + 53 = 11 + 13 + 17 + 19 + 23 + 29 + 31
Vsako pozitivno celo število je vsota največ 143. enakih ali različnih sedmih potenc (glej Waringov problem).
143 je najmanjše število n, za katero ima enačba x -  φ(x) = n natanko 12 rešitev. Rešitve enačbe so: 363, 695, 959, 1703, 2159, 3503, 3959, 4223, 4343, 4559, 5063, 5183.
Samoštevilo